# 好醫生 (日本電視劇)
《Good Doctor 善良醫生》，為日本富士電視台於「木曜劇場」時段（週四22:00 - 22:54，JST）播出的電視連續劇，翻拍自同名韓劇，由山崎賢人主演。台灣在2018年7月13日起每周五晚間20點於愛奇藝台灣站播出。2020年4月9日起再度回歸木曜劇場重播，頂替因2019冠狀病毒病影響拍攝進程的默默奉獻的灰姑娘，成為令和時代首齣在黃金時段重播的連續劇。

## 登場人物
- 新堂湊（小兒外科實習醫，有自閉症與學者症候群，再加上個性較為執拗，造成與其他醫生很難妥善溝通） - 山崎賢人（粵語配音：周良鴻[1]、童年：何凱怡）
- 瀨戶夏美（小兒外科醫・湊的指導醫師） - 上野樹里（粵語配音：陳雪瑩）
- 高山誠司（小兒外科医・主任） - 藤木直人（粵語配音：蔡威賢）
- 間宮啓介（小兒外科医・科長） - 戶次重幸（粵語配音：蘇裕邦）
- 東鄉美智（理事長） - 中村友理（粵語配音：王慧珠）
- 橋口太郎（小兒外科看護師） - 濱野謙太（粵語配音：郭湛深）
- 豬口隆之介（副院長） - 板尾創路（粵語配音：柯偉聰）
- 司賀明（院長，推薦湊進入自己的醫院） - 柄本明（粵語配音：譚漢華）
- 野野村勇 - 池岡亮介
- 中島仁 - 浅香航大（粵語配音：袁德基）
- 武智倫太郎（小兒外科長期住院者） - 齋藤汰鷹（粵語配音：何凱怡）
- 富岡圭太 - 小島怜珠（粵語配音：馮詠恩）
- 森下汐里（奈緒的姐姐） - 松井愛莉（粵語配音：王慧珠）
- 新堂奏太(湊的哥哥)- 田中奏生（粵語配音：馮詠恩）
- 高山雅也（誠司的弟弟） - 吉村界人
- 中谷裕子 （小兒外科的護士長） - 池津祥子（粵語配音：陳凱婷）
- 森下伊代 （小兒外科長期住院者）- 松風理咲（粵語配音：廖欣怡）
- 綾瀨奈緒 （小兒外科長期住院者）- 川島夕空（粵語配音：顧詠雪）
- 松田佳子 （小兒外科護理師） - 井上苑子（粵語配音：廖欣怡）
- 小野寺和史 - 羽場裕一
- 新堂航  （湊的父親） - 遠山俊也 （粵語配音：羅偉亮）
- 丸井 - 松居大悟

### 客串
第1話
- 工藤太太 - 西原亞希（粵語配音：馮詠恩）
- 醫師 - 前川泰之（粵語配音：郭湛深）
- 柏木祥子 - 安藤聖（粵語配音：廖欣怡）
- 柏木將輝 - 嶺岸煌櫻（粵語配音：何凱怡）

第2話
- 菅原唯菜 - 山田杏奈（粵語配音：顧詠雪）
- 菅原真紀 - 黑澤明日香（粵語配音：馮詠恩）

第3話
- 市川英雄 - 高橋洋（粵語配音：郭湛深）
- 市川美結 - 竹野谷咲（粵語配音：王慧珠）
- 市川詩織 - 前田亞季（粵語配音：陳凱婷）

第4話
- 大石薰 - 瑛蓮（粵語配音：馮詠恩）
- 大石明里 - 高松咲希（粵語配音：楊婉潼）
- 大石修治 - 村上淳（粵語配音：羅偉亮）

第5話
- 羽山徹郎 - 三浦誠己（粵語配音：袁德基）
- 羽山響 - 城檜吏（粵語配音：王慧珠）

第6話
- 水野理香 - 篠原友希子 （粵語配音：陳凱婷）
- 水野悟 - 森岡龍（粵語配音：柯偉聰）
- 鶴田皐月 - 堀內敬子（粵語配音：馮詠恩）

第7話
- 倉田菜菜子 - 福田麻由子 （粵語配音：顧詠雪）
- 馬渕健太郎 - 藤原季節（粵語配音：譚禹晋）
- 倉田良枝 - 山下容莉枝（粵語配音：陳凱婷）

第8話
- 早見陽翔 - 鳥越壯真（粵語配音：廖欣怡）
- 早見香織 - 酒井若菜（粵語配音：王慧珠）
- 早見翔太 - 池田優斗（粵語配音：馮詠恩）
- 早見隆 - 岡部尚（粵語配音：柯偉聰）

## 製作團隊
- 原作：同名韓劇
- 劇本：德永友一、大北はるか
- 配樂：得田真裕
- 主題曲：androp（日语：androp）「Hikari」（image world/ZEN MUSIC）
- 製作人：藤野良太、金城綾香
- 導演：金井紘、相澤秀幸
- 製作：富士電視台

## 播出日程與收視率
| 集數                                                     | 播出日期 | 標題                                                                 | 劇本       | 導演     | 收視率 |
| -------------------------------------------------------- | -------- | -------------------------------------------------------------------- | ---------- | -------- | ------ |
| 1                                                        | 7月12日  | 一個最單純的小兒外科醫生誕生了！ 為守護年幼生命而奮鬥的醫生的感動作  | 德永友一   | 金井紘   | 11.5%  |
| 2                                                        | 7月19日  | 學校女生緊急生育早產兒！想守護小生命......                           | 德永友一   | 金井紘   | 10.6%  |
| 3                                                        | 7月26日  | 病院をたらい回しされた少女! 救いたいだけなのに…                      | 大北はるか | 相澤秀幸 | 11.6%  |
| 4                                                        | 8月2日   | 身元不明の少女を湊が初担当!? 少女の悲しい秘密                        | 德永友一   | 相澤秀幸 | 10.6%  |
| 5                                                        | 8月9日   | 天才少年の歌声が病魔に! 湊、小児外科医をクビ…?                       | 大北はるか | 金井紘   | 12.2%  |
| 6                                                        | 8月16日  | 私の赤ちゃんを救って…。湊が挑む! 母体か子どもか                      | 大北はるか | 金井紘   | 10.8%  |
| 7                                                        | 8月23日  | 元小児外科患者が再入院! 結婚直前の2人に悲劇が…                       | 德永友一   | 野田悠介 | 13%    |
| 8                                                        | 8月30日  | 大病を患う幼い命…家族が抱えるそれぞれの想い…                         | 大北はるか | 金井紘   | 9.4%   |
| 9                                                        | 9月6日   | 何回手術すれば気が済むの?すれ違う姉妹の想いに湊は…ついに最終章!      | 大北はるか | 相澤秀幸 | 10.2%  |
| 10 (大結局)                                              | 9月13日  | すべての子供が、大人になれますように。小さな命を繋ぐための最後の闘い | 德永友一   | 金井紘   | 12.4%  |
| 平均收視率 11.2%（收視率由Video Research於關東地區統計） |          |                                                                      |            |          |        |

## 外部連結
- 富士電視台電視劇官網（页面存档备份，存于）（日語）

## 播放的電視台
| 日本富士電視台 木曜劇場22:00 - 22:54                 | 日本富士電視台 木曜劇場22:00 - 22:54   | 日本富士電視台 木曜劇場22:00 - 22:54 |
| ---------------------------------------------------- | -------------------------------------- | ------------------------------------ |
|                                                      | 好醫生 （2018.07.12 - 2018.09.13）     |                                      |
| 基度山恩仇記-華麗的復仇- （2018.04.19 - 2018.06.14） | 黄昏流星群 （2018.10.11 - 2018.12.13） |                                      |

| 香港 Now劇集台 星期六至日 21:00 - 22:00                                                                      | 香港 Now劇集台 星期六至日 21:00 - 22:00 | 香港 Now劇集台 星期六至日 21:00 - 22:00 |
| --- | --------------------------------------- | --------------------------------------- |
| | Good Doctor （2018.10.28 - 2018.12.01） |                                         |
| 大叔的愛 （2018.10.06 - 2018.10.27）                                                                         | dele （2018.12.02 - 2018.12.29）        |                                         |
| 香港 ViuTV 星期一至五 20:00 - 20:30                                                                          |                                         |                                         |
| 鄰居家的月亮比較圓 （2019.12.02 - 2019.12.27）2019環球大事回顧 （2019.12.30）2019財經大事回顧 （2019.12.31） | 善良醫生 （2020.01.01 - 2020.01.30）    | 記憶 （2020.01.31 - 2020.03.06）        |